# Tierische Kumpel
Tierische Kumpel – Zoogeschichten zwischen Rhein und Donau ist eine Serie des ZDF, die seit Oktober 2008 gesendet wurde. Sie zählt zu den deutschen Zoo-Doku-Soaps und erzählt von alltäglichen Geschichten der Tierpfleger und den Tieren aus den Zoos von Zoo Duisburg, ZOOM Erlebniswelt Gelsenkirchen, Aquazoo Düsseldorf und anderen Zoos in Deutschland.
Die erste Folge der Zoo-Doku-Soap wurde am 20. Oktober 2008 ausgestrahlt, insgesamt wurden sieben Staffeln produziert. Im August 2010 wurde die Serie, aufgrund von zu geringen Einschaltquoten, aus dem ZDF-Programm genommen.
Ähnliche Formate des ZDF waren Nürnberger Schnauzen, Berliner Schnauzen, Dresdner Schnauzen, Tierisch Kölsch sowie Ostsee-Schnauzen.

## Produktion
Für die Produktion war die Firma doc.stadion GmbH beteiligt.

## Staffeln
| Staffel | Erstausstrahlung vom | bis zum           | Folgen |
| ------- | -------------------- | ----------------- | ------ |
| 1.      | 20. Oktober 2008     | 28. November 2008 | 30     |
| 2.      | 2. März 2009         | 8. April 2009     | 22     |
| 3.      | 18. Mai 2009         | 23. Juni 2009     | 25     |
| 4.      | 5. August 2009       | 3. September 2009 | 22     |
| –       | 11. November 2009    | 8. Dezember 2009  | 21     |
| 5.      | 11. Januar 2010      | 12. Februar 2010  | 24     |
| 6.      | 6. April 2010        | 4. Juni 2010      | 42     |
| 7.      | 2. August 2010       | 13. August 2010   | 10     |

Anmerkungen:
1. ↑  Bei Fernsehserien.de sind 25 Folgen eingetragen, die vom 18. Mai bis zum 23. Juni 2009 erstausgestrahlt wurden. Presseportal.de gab an, dass vom 18. Mai bis zum 26. Juni 2009 28 Folgen erstausgestrahlt werden sollten.
2. ↑  Bei Fernsehserien.de sind 22 Folgen eingetragen, die vom 5. August bis zum 3. September 2009 erstausgestrahlt wurden. Presseportal.de nennt eine Folgenanzahl von 23.
3. ↑  Zwischen der vierten und der fünften Staffel wurden weitere 21 Folgen veröffentlicht.
4. ↑  Bei Fernsehserien.de sind 42 Folgen eingetragen, die vom 6. April bis zum 4. Juni 2010 erstausgestrahlt wurden. Presseportal.de nennt eine Folgenanzahl von 41.

## Galerie

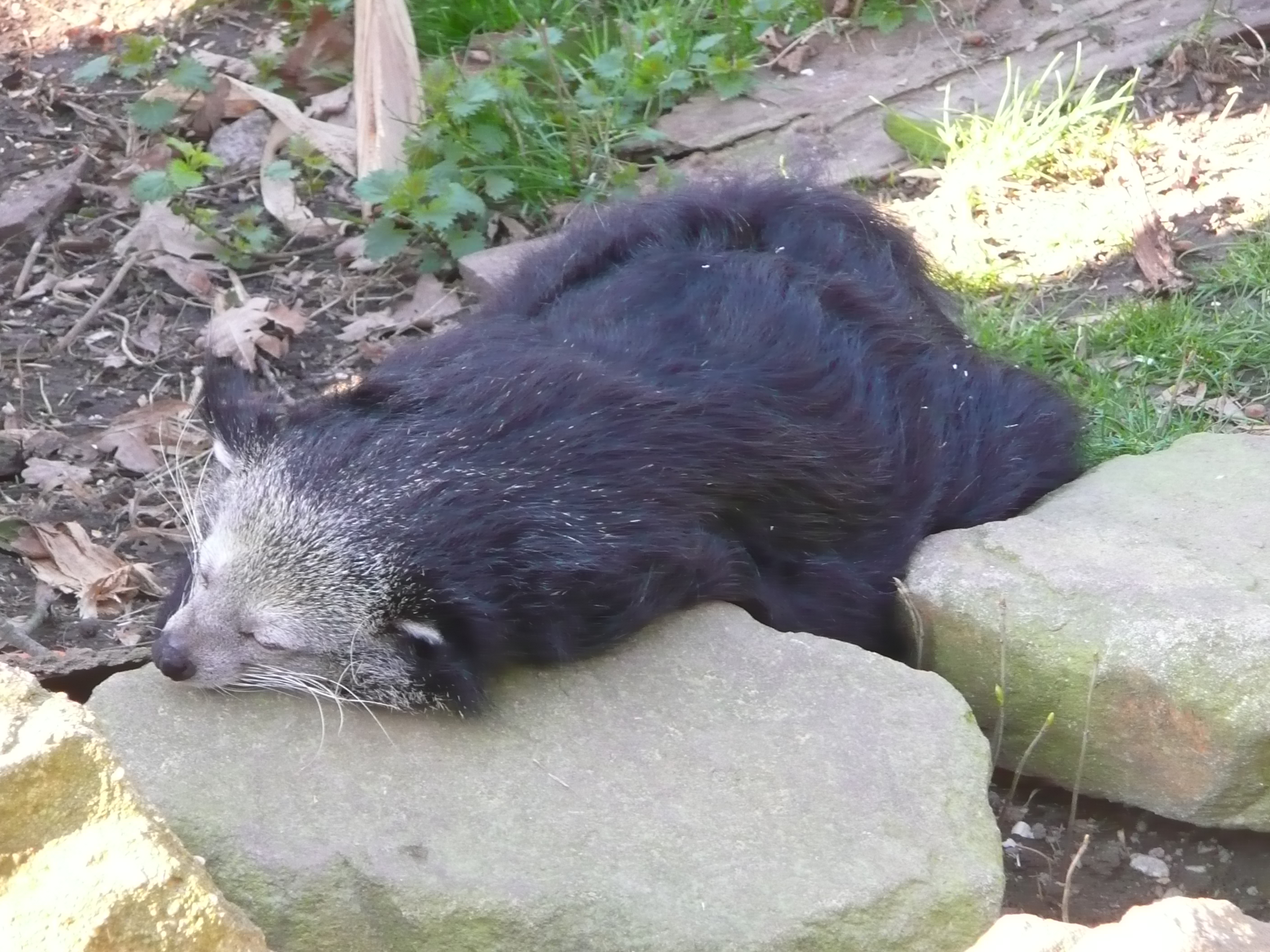
Binturong in der ZOOM-Erlebniswelt, Gelsenkirchen
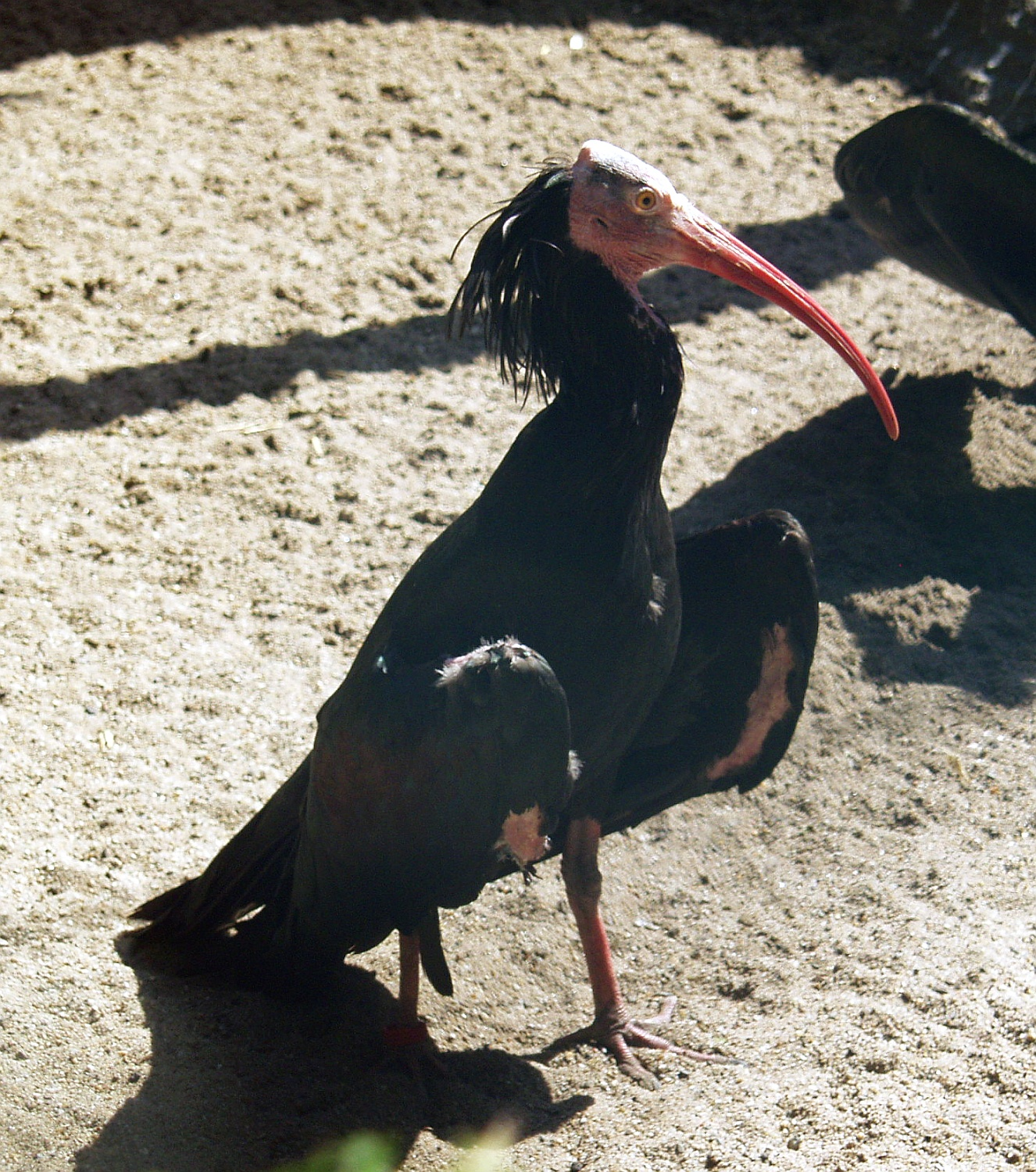
Waldrapp im Zoo Duisburg
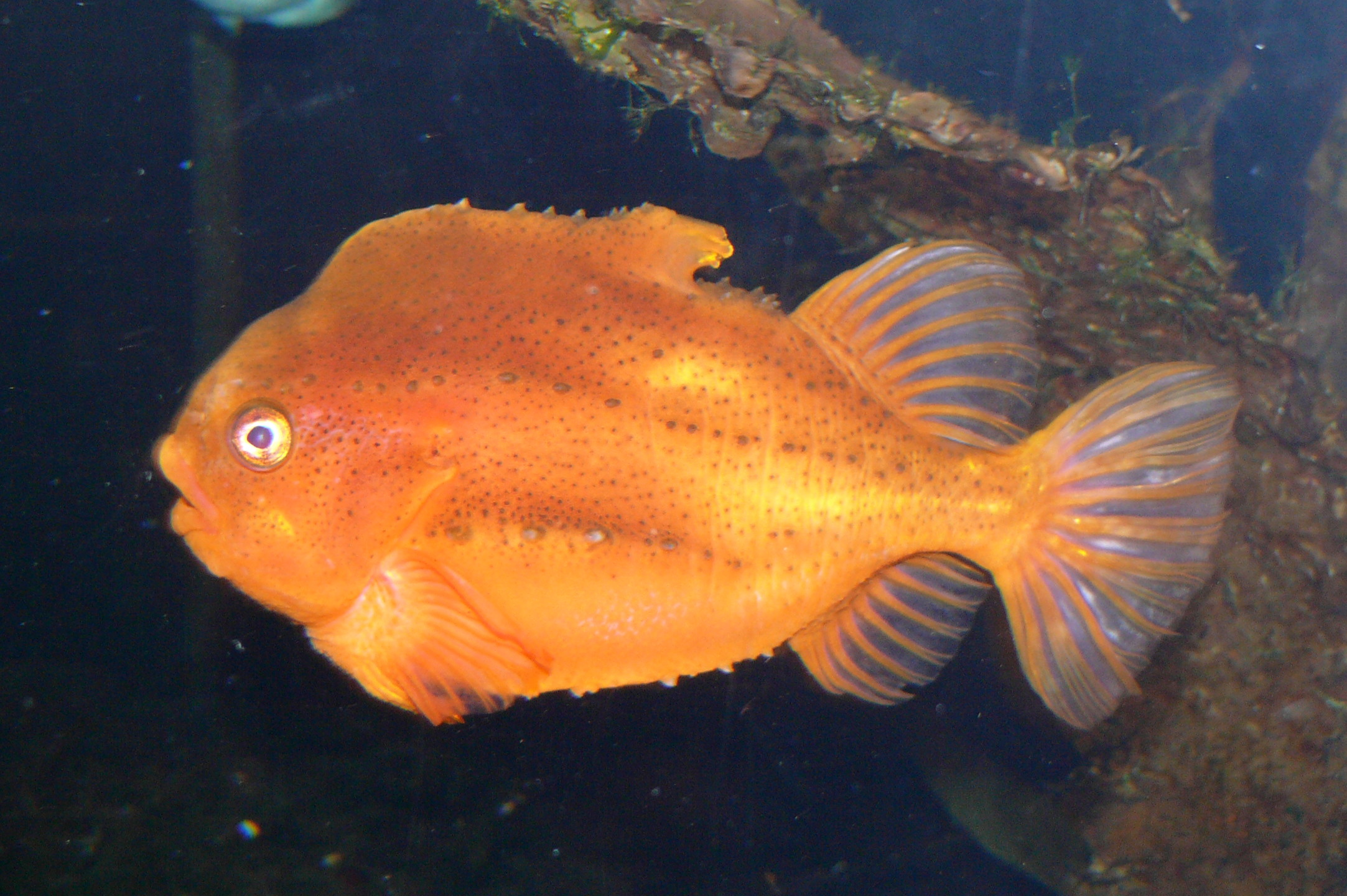
See im Aquarium im Zoo Düsseldorf